# 大河内傳次郎
大河内 傳次郎（おおこうち でんじろう、新字体：伝次郎、1898年（明治31年）2月5日（戸籍上は3月5日）- 1962年（昭和37年）7月18日）は、日本の映画俳優。本名：大邊 男（おおべ ますお）。
戦前を代表する時代劇スターの一人であり、阪東妻三郎、嵐寛寿郎、片岡千恵蔵、市川右太衛門、長谷川一夫とともに「時代劇六大スタア」と呼ばれた。サイレント期は、伊藤大輔監督・唐沢弘光撮影のトリオで『忠次旅日記』『新版大岡政談』などの名作を生んだ。悲愴（）感ただよう演技とスピード感あふれる殺陣で、従来の時代劇スターの定型を破り、人気を不動のものとした。当たり役は丹下左膳で、トーキー時代の作品では地元の豊前なまりで「シェイハタンゲ、ナハシャゼン（姓は丹下、名は左膳）」と言う決めゼリフで人気を得た。戦後は大物の助演者として活躍した。京都に大河内山荘を造営したことでも知られる。

## 来歴

### 俳優へ
1898年（明治31年）2月5日、福岡県築上郡岩屋村字大河内（現・豊前市大河内）に、父・晋と母・アキの五男として、9人兄妹（5男4女）の8番目に生まれる。大邊家の先祖は中津大江郷の藤原孝範で、代々岩屋村で医者をしていた。父はその十六代目で、藩主の侍医を勤め、維新後は町医者を開業した人であった。父方の祖父はやはり医者の大辺耕斎で、祖母は小倉藩医だった末松玄洞の六女・シンである。また、母方の祖父は中津藩士で儒学者の大久保麑山（通称は逕三）である。
小学校卒業後、大分県立臼杵中学校に入学。しかし、1908年（明治41年）5月に父が死去し、家運が傾いたため、すぐ就職のできる商業学校への転校を余儀なくされ、1913年（大正2年）に中学を3年で中退し、大阪に暮らす次兄・弘を頼って大阪商業学校予科に入学した。同校では剣道部に入り、学業とともに剣道に精を出した。1915年（大正4年）に本科に進み、1918年（大正7年）に卒業。神戸高等商業学校に受験するが失敗し、弘の経営する日光社で会計部長として働いた。やがて日光社の取引先である明治屋の仕入部に勤めるが、1923年（大正12年）9月1日の関東大震災で会社を辞めて引き上げ、再び日光社に勤めた。
同年、劇作家を志望して倉橋仙太郎が主宰する新民衆劇学校に第二期生として入校する。もちろん脚本家志望だったが、倉橋に「脚本を書くにしても俳優の体験も必要だ」と言われたことがもとで俳優に転向し、翌1924年（大正13年）4月に大阪市中央公会堂での公演『天誅組』などに正親町勇の名で出演した。1925年（大正14年）5月、研究生は新民衆座の名で帝国大学で野外劇を公演し、大河内も室町次郎の名で出演した。
同年、聯合映画芸術家協会設立第2作で、新民衆座の出演で製作した衣笠貞之助監督の『弥陀ヶ原の殺陣』に座員の一人として、目明し紋治役で出演。原作は大河内が西方弥陀六の筆名で書いた四幕の舞台脚本『若き日の忠次』である。撮影は新民衆座が宝塚中劇場に出演中の6月に行われたが、これを終えると東上し、7月1日に倉橋の第二新国劇の旗上げに参加。第1回公演の『天誅組』で代官所用人・木村裕次郎役、『愛宕の義憤』で藤倉軍平役を演じて早くも注目された。さらに同年には『愛宕の義憤』を脚色した高松プロダクション製作の『義憤の血煙』で2度目となる映画出演をし、舞台と同じ藤倉軍平を演じた。その後は金井修、西村実、倉橋信雄とともに第二新国劇の四天王と呼ばれ、『次郎長と石松』の次郎長、『若き日の忠次』の日光の円蔵などを得意とした。

### 時代劇スターに
1926年（大正15年）8月、日活大将軍撮影所に入社。入社の経緯は、大河内の母方の従弟が大将軍撮影所長の池永浩久と郷里（中津市）を同じくし、私塾でも同じだったことから、同じく従弟同士の大久保謙治が浅岡信夫に薦められて日活入りを池永に頼んだ際、ついでに大河内の入社も頼み、2人とも入社がかなったということである。しかし、誰も室町次郎を知る者もいなければ素質を認める者もなく、それゆえ彼を使おうとする者もいなかった。
ただ、同年に日活に入社し、舞台で演ずる大河内を知っていた伊藤大輔監督にはその素質を認められ、伊藤の入社第1作『月形半平太』の主役に起用されるが、会社は無名を理由に反対したため、伊藤は大河内主演用に『月形半平太』を裏返しにしたストーリーを書き、『長恨』の題名で作品を撮影した。同作のラッシュプリントを観た池永は大河内を気に入り、池田富保監督の『水戸黄門』で急病の三桝豊の代役として槌田左門役に抜擢（）され、かけ持ち出演した。続いて大佛次郎原作の『照る日くもる日』では河部五郎の共演者として出演することとなったが、そのせいで『長恨』の撮影は遅れ、大河内のデビュー作の公開は11月15日に伸びてしまった。しかし、これらの演技で大河内は評判を呼び、次第に頭角を現していった。
日活入社時は恩師の沢田正二郎の二郎の字を取って、芸名を大河内傳二郎としたが、『長恨』公開時に宣伝部の誤りで大河内傳次郎と表記され、以降は傳次郎で通した。姓の大河内は、出身地の町名である大河内（ただし読み方は「おおかわち」）から取ったものである。
デビューと同時に注目を浴びた大河内は、翌1927年（昭和2年）だけで21本の作品に出演。この中には伊藤監督・唐沢弘光撮影の『忠次旅日記』全三部作、河部と共演した『地雷火組』『弥次㐂多』三部作、井伊直弼を演じた『建国史 尊王攘夷』などがあり、特に『忠次旅日記』はキネマ旬報ベストテンで第二部が1位、第三部4位にランクインされ、サイレント映画時代劇の金字塔ともいえる傑作となった。この作品以降、伊藤監督・唐沢撮影のコンビで『血煙高田の馬場』などの時代劇を連発。このゴールデントリオによる作品で一躍空前の人気を集めた大河内は、大スターとしての地位を決定的なものにした。
1928年（昭和3年）、伊藤と唐沢のトリオで撮った『新版大岡政談』で初めて丹下左膳を演じた。元々原作ではあまり重要人物ではなかったが、この作品では左膳を前面に押し出し、大河内は大岡越前と左膳の二役を演じた。アクの強い丹下のキャラクターは大評判となり、刀の鍔を口元に持ってきて見得を切る「丹下左膳」のキャラクターは大河内のシンボルとなり、彼の当たり役となった。トーキー時代に入ると、少し地元の豊前訛りのある大河内の「シェイはタンゲ、ナはシャゼン」（姓は丹下、名は左膳）という決めセリフが一世を風靡（）、後代まで多くの人々が物真似にする名文句になった。結果、生涯を通して「丹下左膳」の題名を持つ主演映画は17本を数えるに到った。
同年7月、『大菩薩峠』の映画化問題が発生し、伊藤監督が退社したが、大河内は残留となった。11月頃、幾つかの作品で共演した伏見直江との恋愛問題が噂に上り、結婚説まで浮上した。それが原因してか、同年末には池永と衝突して12月25日に日活を退社した。1929年（昭和4年）3月4日、沢田正二郎が急死、それで一時新国劇の舞台に立ち、新橋演舞場での追悼公演にも特別出演した。
同年4月30日、日活に復社し、復社第1作の『沓掛時次郎』は大ヒットした。1930年（昭和5年）には伊藤監督も復社し、唐沢を含めて再びこのゴールデントリオで『素浪人忠弥』『興亡新撰組』『御誂次郎吉格子』といった傑作時代劇を連発した。このほか、内田吐夢監督の『仇討選手』、山中貞雄監督の『盤嶽の一生』『丹下左膳余話 百萬両の壺』などにも主演。1932年（昭和7年）にはトーキー第1作の村田実監督『上海』で現代劇にも出演した。日活には足掛け12年間在籍し、主演作は100本以上にのぼった。

### 東宝へ

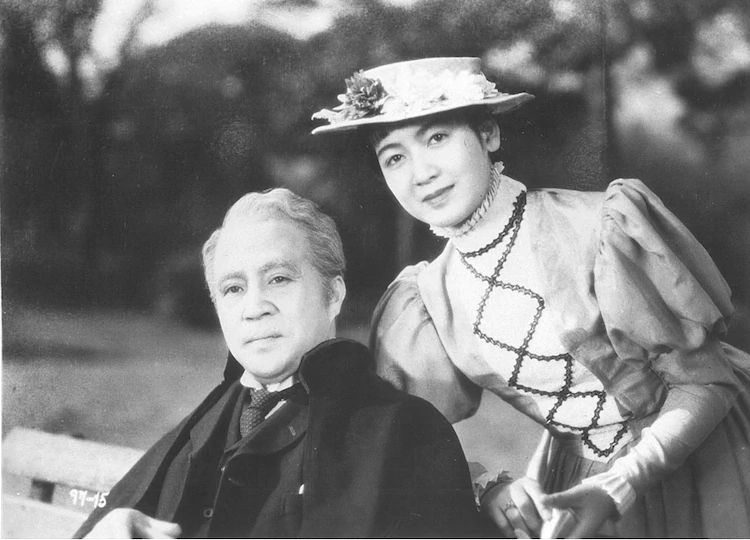
『巨人傳』（1938年）右は原節子。

1937年（昭和12年）6月1日、J.O.スタヂオ（後の東宝）に移籍。東宝では時代劇よりも現代劇に多く出演し、今井正監督の『閣下』や、山本嘉次郎監督の『ハワイ・マレー沖海戦』『加藤隼戦闘隊』等の戦意高揚映画などに出演。また、黒澤明監督の『姿三四郎』『わが青春に悔なし』『虎の尾を踏む男たち』にも出演しており、動きこそ少なくなったが風格ある重厚な演技で芸域を広げた。
1946年（昭和21年）、東宝争議が発生し、大河内は経営者側にも労働組合側にもつかないと立ち上がり、それに賛同する藤田進、高峰秀子、長谷川一夫、入江たか子、花井蘭子、山田五十鈴、原節子、黒川弥太郎、山根寿子と共に同年11月22日に「十人の旗の会」を結成して東宝を脱退、翌1947年（昭和22年）の新東宝設立に参加した。新東宝では『盤嶽江戸へ行く』で嵐寛寿郎と初共演し、『佐平次捕物帳 紫頭巾』で阪東妻三郎と最初で最後の共演を果たした。一方、千葉泰樹監督『生きている画像』、清水宏監督『小原庄助さん』などで渋みのある演技を見せた。

### 大映・東映時代
1949年（昭和24年）、新東宝から大映京都撮影所へ移籍。後に東映専属になるまでに大映、新東宝、宝塚映画、東映と各社の作品に出演。1953年（昭和28年）にはマキノ雅弘監督の『丹下左膳』で久方ぶりに丹下左膳役を演じた。翌1954年（昭和29年）公開の三隅研次監督『丹下左膳 こけ猿の壺』でも往年の丹下の睨み返しを披露しているが、これが最後の左膳役となった。
1957年（昭和32年）5月、東映京都撮影所に入社。入社時に「過去の栄光は忘れてください」と言われ、主役・脇役を問わず、乞われるままに何でも演じている。その中には悪役も多く、往年のファンにとって観るのも辛い斬られ役もあった。しかし、貫禄ある演技を見せて5年間に70本を超える作品に出演した。
1962年（昭和37年）、東京駅で倒れ、京都に帰って療養に努めたが、7月18日に胃がんのため大河内山荘で死去した。64歳没。墓所は東山区大谷墓地。

## 人物
その立ち回りから「八方破れ」、「型破りの快剣士」、大きな目玉から「目玉のデンジロー」とも呼ばれた。『忠治旅日記』出演のころから、一脈のニヒリズムを底流とした大河内の眼光は、ファンの胸を揺さぶった。
「丹下左膳」のような殺し屋役以外に、大河内は喜劇物にも好んで出演した。内田吐夢監督の『仇討選手』はインテリファンを喜ばせ、その後も『小市丹兵衛』、『怪盗白頭巾』（泥棒ヒゲの滑稽メイクで登場）、『でかんしょ侍』などといった作品に出演している。喜劇物では高勢実乗、鳥羽陽之助、市川百々之助などと共演した。
俳優になるまでは文学者志望だった大河内には、哲学的な性格があった。晩年は仏教に帰依し、名利にこだわることなく淡々と生き、人徳が出て人間として超脱した姿を見せた。
極度の近視で、普段は牛乳瓶の底のような度の強い眼鏡をかけていた。しかしこれがかえって大河内の眼に異様な光を与えることとなる。近視のため相手に肉薄して刀を振るうので、迫力ある乱闘が生まれた。裸眼では足下もよく見えず、『新版大岡政談』の撮影時には乱闘中勢いあまって顔面を泥の中につっこんでしまうほどだった。

## エピソード
稲垣浩によると、東宝映画『清水の次郎長』（1937年）で、大河内は「なんだ、雨も降らねえのに傘なんか持ってきやがって」というセリフを「なんだ、雨も降らねえのに提灯持ってきやがって」と言い間違えてしまった。撮影はNGとなったが、大河内は「傘を傘と言わないほうがおもしろいですよ、この場合は」と開き直って撮り直しに応じなかった。これが評判となり、翌年の『巨人伝』では、伊丹万作監督は「監督の命令には服従すること、セリフはシナリオ通りに言うこと」などと箇条書した条件を提出した。大河内はこれに対し、「服従できる演出をしてもらえれば服従します。私が直さなくてもいいセリフを書いてもらえればシナリオ通りに言います」と返したという。稲垣との作品の『小市丹兵衛』で、主人公の「小市丹兵衛」の名を題名にしようと言ったのは大河内だった。大河内はこの名前をとても気に入り、「小市丹兵衛は、お俊伝兵衛や夕霧伊佐衛門のように色気がありますね」と言っていたという。
武士の役の際には必ず真剣の小刀を腰に差した。『大菩薩峠』では、中里介山居士の差し向けた虚無僧空山と木刀の試合を行っている。これも稲垣浩によると、ラブシーンのある日はチャンバラの時よりもうれしそうだった。稲垣との初仕事となった『新撰組』でのお相手は某子爵の令嬢だというズブの素人で、大河内自身が「嵯峨野みや子」と芸名までつける熱の入れようだったが、三村伸太郎と大河内の2人で高野山にこもって書きあげた脚本では、近藤勇が心を引かれる「盲目の路上芸人」という難しい役となってしまった。大河内は嵯峨野のリハーサルや歌の練習にまで終始付き添い、稲垣によると「劇中の近藤勇を地で見るようだった」というが、嵯峨野みや子は結局成功しなかった。
『千両礫』では、「好きな女に巡り合うことは、めったにねえことだ」というセリフがあり、これがひどく気に入った大河内は、「素人ではなく劇団の小芝居から女優を見つけよう」と言い出し、稲垣と二人で京都、大阪、神戸、名古屋、東京と女優探しを精力的に行った。結局多摩川撮影所の所長が、現代劇部の高松美恵子（原文ママ）という新人女優を推し、撮入となった。ところが初日に彼女がセリフを一言もしゃべれないということがわかり、1カットも撮れずにこの日は撮影打ち切りとなってしまった。稲垣が頭を抱えていると大河内がスタッフルームにやってきて、「私が病気になりますから、撮影は無期延期ということに願います」と申し出てきた。大河内のこの計らいに、高松は翌日「大河内先生にどうかよろしく、早く良くなって撮影再開されることを願っています」と笑顔で帰って行った。結局ヒロインは稲垣が別の女優を探し出してあてたが、先の高松はのちに新興キネマに移って「真山くみ子」と名を改め、「現代劇のピカ一女優」と呼ばれるようになった。大河内は「私のあきらめが早すぎました」と稲垣に話したという。
『大菩薩峠』撮入の宴が祇園の料亭で開かれたとき、酒癖の悪かった共演の清川荘司が大河内に接近し、尊敬するとか大好きだとか話すうちに、とうとう抱きついて、顔をペロペロ舐めだした。これは清川が酔うと始める妙な癖だった。大河内は初めてらしく驚いて立ち上がったが、しつこくあとを追って抱きついてきたため、開口一番「無礼者ッ!」と怒鳴っていきなり大外刈りで投げ飛ばした。大河内に投げられた清川が畳の上に大の字になっていい気持ちで眠っているのを見て、稲垣は「さすが時代劇の大スターだと思った」、「『無礼者ッ!』と言った声が、今でも耳に残っている」と語っている。

### 大河内傳次郎と「丹下左膳」

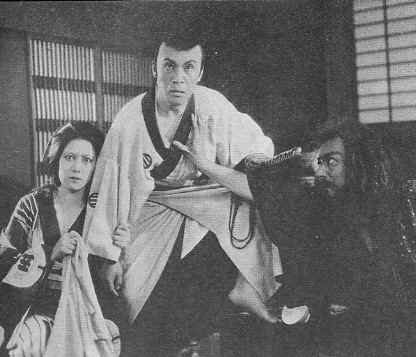
『新版大岡政談』（1928年）左から伏見直江、大河内、高木永二。

「丹下左膳」の妖異なメイキャップ、ケレンの大立ち回りと、大河内の出現は当時の映画界で衝撃的であり、表現派風であり、カリスマ的なものだった。それはまったく型破りであり、これまでのどんな時代劇にも存在しなかったキャラクターを、独自な存在感で演じてみせた。
『新版大岡政談・第三篇』では、丹下左膳と櫛巻お藤、黒装束の一団とが「乾雲」・「坤竜」の二刀をラグビーのボールのように空高く放り上げ、それを追う人々の動きを全速移動で見せたり、櫛巻お藤が左右の屋根から屋根へ捕り方の梯子に乗って、赤い蹴出しをちらつかせながら飛び移るような変形の立ち回りでは、映画館は興奮した客の叫び声に覆われたという。
「正統派」と呼ばれる伊藤大輔の時代劇は、実は「異端」である大河内という「グロテスクな俳優」を得なくては成り立たなかった。『新版大岡政談』のあと、大河内の「風格ある演技」が確立するまでにはなお十年を要した。「丹下左膳」での初のお目見得は文字通り「鬼面人を驚かせた」のである。

### 剣戟スタア・大河内傳次郎
澤田正二郎譲りのリアリズム、火花を散らすような大河内の立ち回りの秘密は、強度の近眼にあった。立ち回りでは刃引きをした「ホンミ（真剣）」を使った。絡みの役者は殺陣師の指示に従い、斬られる部分に綿を入れてかかっていくが、大河内は相手の身体に刀が当たらなければ承知しなかった。
刃引きはしていても真剣が当たれば相手は生傷、タンコブだらけとなり、大河内との絡みには「膏薬代」が出た。伊藤大輔は大河内の立ち回りについて次のように語っている。
大河内は『鞍馬天狗』の近藤勇役で嵐寛寿郎と絡む時は必ず抜き身の真剣を使った。嵐は「一番怖かったのは大河内傳次郎」、「あの人、近眼でっしゃろ。怖かったですよ」と語っている。

## 大河内山荘

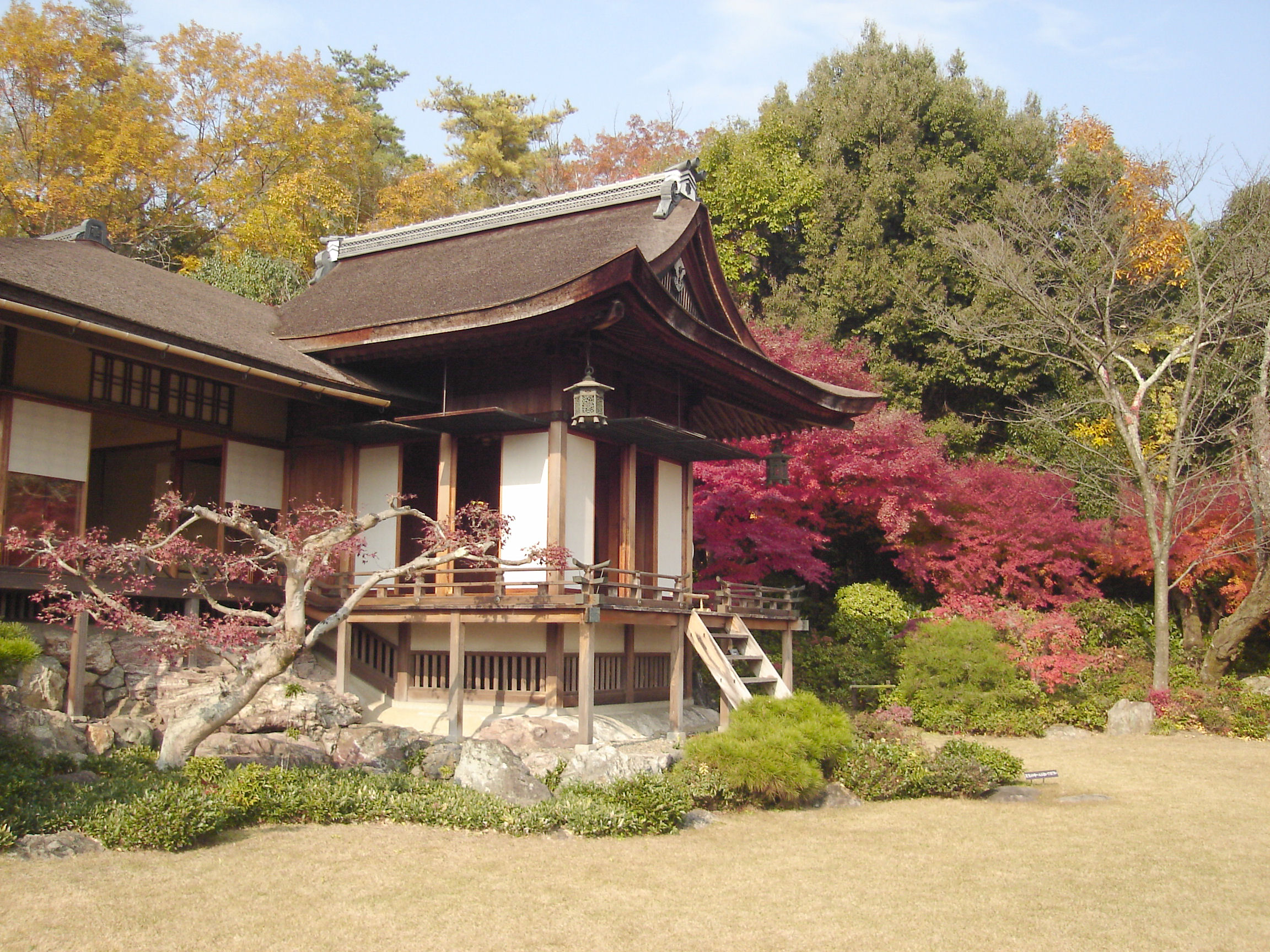
大河内山荘 大乗閣

大河内は敬虔な仏教信者としても有名で、1931年（昭和6年）に京都嵯峨の小倉山の向かいの亀山の山頂に広壮な山荘を置いた。大河内は広大な和式庭園を自ら設計し、家続きの寺院「持仏堂」を建て、そこで教典をひもとき、朝夕「南無阿弥陀仏」を唱えてすごした。東映時代劇など晩年の多数の脇役出演によって稼いだ多額のギャラは、その大半が山荘造営に注ぎ込まれたという。現在この山荘は大河内山荘として一般公開されている。彼の死後も、妻をはじめとする遺族が山荘を維持しており、傳次郎生誕100周年の1998年（平成10年）に刊行された山荘の写真集は、未亡人に捧げられている。
日活時代の大河内の自宅は撮影所のすぐ傍らの竹藪にあり、撮影所内の人たちは大河内を「藪の神様」と呼んでいた。「大河内に楯をついたらえらいことになる」とのことから「カミサマ」と呼んだものらしい。大河内は撮影中に気に入らないことがあると、プイと仕事をやめてこの亀山の山荘に閉じ籠ってしまった。稲垣浩がのちに本人にその理由を聞くと、「聖徳太子は自分の政事や行いに誤りがないかと夢殿に籠って反省したと聞いています。私が山荘に行くのも、あそこで座禅を組んで反省しているのです」と答えた。
山荘は戦後、本格的な建築に改められたが、いちばん苦心したのは井戸だったという。高い山頂での掘削であるため、地下水脈に至るまで相当深く掘らなければならず、出来上がった井戸は石を投げ込んで七、八ツを数えなければ音がしないほどの深さだったという。鎌倉様式と室町様式が混然としている大河内山荘は、出来上がったころはあまり評判は良くなかった。
ある日、大河内が常盤のあたりを散策していると、道端に転がっている石地蔵を見つけた。立ち去りかねて野仏を拾い上げた大河内は表情が気に入り、これを抱き上げ、山荘に持ち帰った。ところがこれを近在の子供が目撃して、常盤村の人たちが大河内に地蔵を返さねば訴えるとねじ込んできた。これに大河内は平然と、「あの地蔵は盗んだのでない、常盤を散歩していたらあの地蔵様が“大河内、大河内”と呼びとめなさった。道端に転んでいるお姿がとても傷わしく思われたので山荘にご案内して、大切におまつりしただけのこと。あなた方がそれほど大切な地蔵様であるなら、なぜおまつりをなさらぬか。なぜ道端に横倒しになっているのを起こして差し上げぬのか。草むらに横たわった地蔵様を見つけたというのは霊の導き、縁あってのことでありましょう。訴えなくとも戻せと言うなら戻しますが、その代り地蔵寺をたてて立派におまつりしてください」と答えて見せた。こうした話し合いが何度かあり、結局常盤村が地蔵を大河内山荘に寄贈することで裁判沙汰にもならず決着したという。

## 出演作品

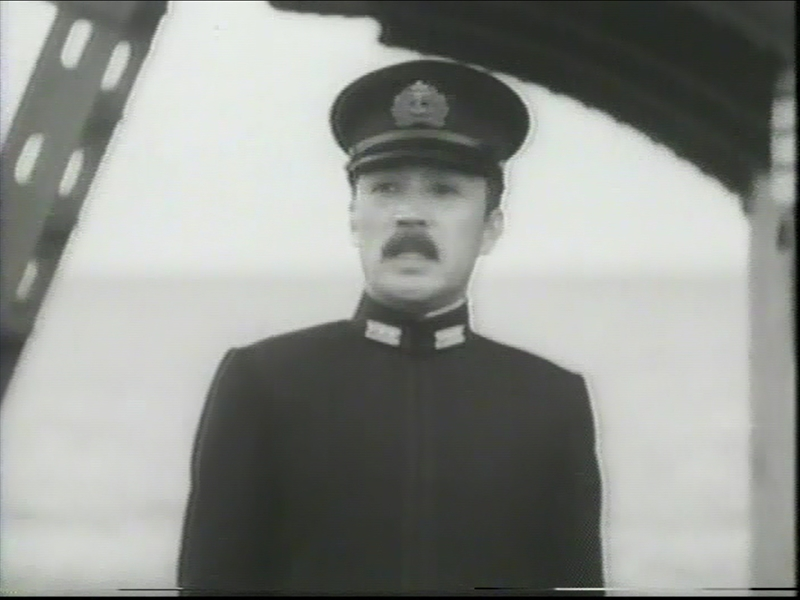
『ハワイ・マレー沖海戦』（1942年）

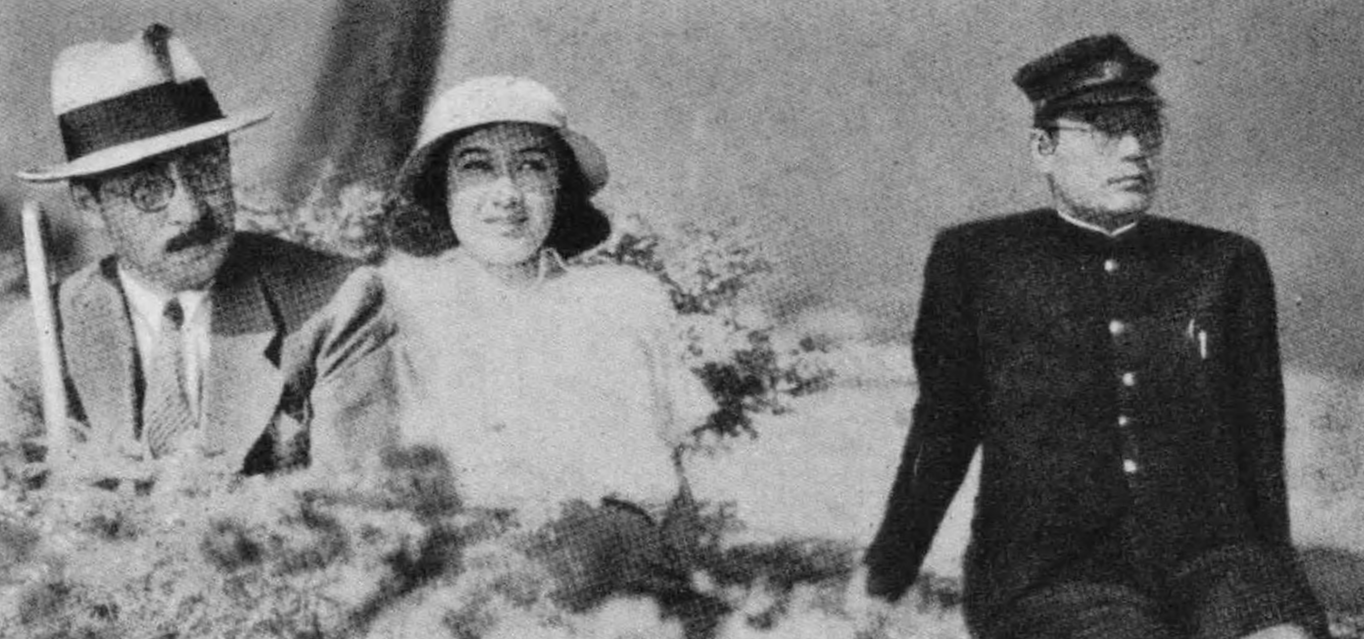
『わが青春に悔なし』（1946年）

- 弥陀ケ原の殺陣（1925年、聯合映画芸術家協会） - 目明し紋治
- 義憤の血煙（1925年、高松プロダクション） - 藤倉軍平
- 水戸黄門（日活）
  - 水戸黄門（1926年） - 槌田左門
  - 続水戸黄門（1928年） - 龍門伝蔵
- 長恨（フランス語版）（1926年、日活） - 壱岐一馬
- 照る日くもる日（日活） - 加納八郎
  - 第一篇（1926年）
  - 第二篇（1927年）
  - 第三篇（1927年）
  - 第四篇（1927年）
  - 最終篇（1927年）
- 地雷火組 第一篇・第二篇（1927年、日活） - 佐橋与四郎
- 流転 前後篇（1927年、日活）
- 忠次旅日記（日活） - 国定忠次
  - 甲州殺陣篇（1927年）
  - 信州血笑篇（1927年）
  - 御用篇（1927年）
- 建国史 尊王攘夷（1927年、日活） - 井伊掃部頭直弼
- 剣と恋（1927年、日活）
- 弥次㐂多（日活） - 喜多
  - 弥次喜多 尊王の巻（1927年）
  - 弥次喜多 韋駄天の巻（1928年）
  - 弥次喜多 伏見鳥羽の巻（1928年）
- 血煙高田の馬場（1928年、日活） - 中山安兵衛
- 丹下左膳シリーズ - 丹下左膳
  - 新版大岡政談（日活） - 大岡越前守（2役）
    - 第一篇（1928年）
    - 第二篇（1928年）
    - 第三篇 解決篇（1928年）

  - 丹下左膳 第一篇（1933年、日活）
  - 丹下左膳 剣戟の巻（1934年、日活） - 大岡越前守（2役）
  - 丹下左膳余話 百萬両の壺 （1935年、日活）
  - 日活版 - 大岡越前守（2役）
    - 丹下左膳 日光の巻（1936年）
    - 丹下左膳 愛憎魔剣篇（1937年）
    - 丹下左膳 完結咆吼篇（1937年）

  - 新篇丹下左膳（東宝）
    - 新篇丹下左膳 妖刀篇（1938年） - 千葉周作（2役）
    - 新篇丹下左膳 隻手篇（1939年） - 千葉周作（2役）
    - 新篇丹下左膳 隻眼の巻（1939年）
    - 新篇丹下左膳 恋車の巻（1940年）

  - 大映版
    - 丹下左膳（1953年） - 大岡越前守（2役）
    - 続丹下左膳（1953年） - 大岡越前守（2役）
    - 丹下左膳 こけ猿の壺（1954年）
- 維新の京洛 竜の巻 虎の巻（1928年、日活） - 近藤勇
- 平手造酒（1928年、日活） - 平手造酒
- 天野屋利兵衛（1928年、日活） - 天野屋利兵衛
- 沓掛時次郎（1929年、日活） - 沓掛時次郎
- 血煙荒神山（1929年、日活） - 吉良の仁吉、清水次郎長
- 赤穂浪士 第一篇 堀田隼人の巻（1929年、日活） - 堀田隼人、大石内蔵助
- 元禄快挙 大忠臣蔵（1930年、日活） - 大石内蔵助
- 大岡政談（日活） - 大岡越前守、神尾喬之助、茨右近
  - 続大岡政談 魔像篇第一（1930年）
  - 続大岡政談 魔像解決篇（1931年）
- 素浪人忠弥（1930年、日活） - 丸橋忠弥
- 興亡新撰組 前後篇（1930年、日活） - 近藤勇
- 旅姿上州訛（1930年、日活） - 国定忠次
- 侍ニッポン 前後篇（1931年、日活） - 新納鶴千代、井伊大老
- 浪人と阿片（1931年、日活） - 相川忠四郎
- 荒木又右衛門（1931年、日活） - 荒木又右衛門
- 鼠小僧旅枕（1931年、日活） - 鼠小僧次郎吉
- 仇討選手（1931年、日活） - 由公
- 御誂次郎吉格子（1931年、日活） - 鼠小僧次郎吉
- 薩摩飛脚（日活） - 神谷金三郎
  - 薩摩飛脚 東海篇（1932年）
  - 薩摩飛脚 剣光愛欲篇（1933年）
- 三万両五十三次（日活） - 牛若金五郎
  - 三万両五十三次 江戸明暗篇（1932年）
  - 三万両五十三次 道中活殺篇（1933年）
  - 三万両五十三次 京洛解決篇（1933年）
- 煩悩秘文書（日活） - 伴大次郎、祖父江出羽守
  - 煩悩秘文書 流星篇（1932年）
  - 煩悩秘文書 剣光篇（1932年）
  - 煩悩秘文書 解脱篇（1933年）
- 月形半平太（1933年、日活） - 月形半平太
- 盤嶽の一生（1933年、日活） - 阿地川盤獄
- 鼠小僧次郎吉（日活） - 鼠小僧次郎吉、長沢屋勘右衛門、大阪屋仁吉
  - 前篇 江戸の巻（1933年）
  - 中篇 道中の巻（1933年）
  - 後篇 再び江戸の巻（1933年）
- 唄祭三度笠（1934年、日活）
- 水戸黄門（日活） - 水戸光圀、立花甚左衛門
  - 水戸黄門 来国次の巻（1934年）
  - 水戸黄門 密書の巻（1935年）
  - 水戸黄門 血刃の巻（1935年）
- 国定忠次（1935年、日活） - 国定忠次
- 富士の白雪（1935年、日活）
- 千両礫（1935年、日活）
- 関の弥太っぺ（1935年、日活）- 関の弥太郎
- 大菩薩峠（日活京都） - 机竜之助
  - 大菩薩峠 第一篇 甲源一刀流の巻（1935年）
  - 大菩薩峠 鈴鹿山の巻・壬生島原の巻（1936年）
- 栗山大膳（1936年、日活京都） - 栗山大膳
- 海鳴り街道（1936年、日活京都） - 稲葉小僧新助
- 怪盗白頭巾（1936年、日活京都） - 雲霧仁左衛門
- 小市丹兵衛（1937年、日活京都）
- 南国太平記（1937年、J.O.スタジオ） - 島津斎彬公、益満休之助
- でかんしょ侍（1938年、東宝）
- 巨人傳（1938年、東宝） - 三平、大沼氏、未決囚三吉
- 忠臣蔵（1939年、東宝） - 大石内蔵助
- 閣下（1940年、東宝） - 閣下
- 川中島合戦（1941年、東宝） - 武田信玄
- ハワイ・マレー沖海戦（1942年、東宝） - 佐竹艦長[32]
- 姿三四郎（1943年、東宝） - 矢野正五郎
- 加藤隼戦闘隊（1944年、東宝）
- 雷撃隊出動（1944年、東宝）
- かくて神風は吹く（1944年、東宝）
- 續姿三四郎（1945年、東宝） - 矢野正五郎
- 日本剣豪伝 血斗柳生谷(1945年、東宝) - 宝蔵院覚禅坊
- 或る夜の殿様（1946年、東宝） - 江本逓信大臣
- わが青春に悔なし（1946年、東宝） - 八木原教授
- 東宝千一夜（1947年、新東宝）
- 幸福への招待（1947年、新東宝） - 椿進蔵
- 生きている画像（1948年、新東宝） - 瓢人先生
- 富士山頂（1948年、新東宝） - 和田雄治博士
- 盤嶽江戸へ行く（1949年、新東宝） - 阿地川盤獄
- 佐平次捕物控（1949年、新東宝） - 目明し佐平次
- 鍋島怪猫伝（1949年、新東宝） - 小森平左衛門
- 小原庄助さん（1949年、新東宝） - 杉本左平太
- エノケン・大河内の旅姿人気男（1949年、新東宝）
- われ幻の魚見たり（1950年、大映）
- ごろつき船（1950年、大映） - 土屋主水正
- 若さま侍捕物帖 謎の能面屋敷（1950年、新東宝） - 堀田佐渡守
- 紅蝙蝠（1950年、大映） - 駒形の喜三次
- 阿修羅判官（1951年、大映） - 大岡越前守
- 水戸黄門漫遊記 飛龍の剣（1951年、大映） - 水戸黄門、観世元之丞
- 逢魔が辻の決闘（1951年、大映） - 青江隼人
- 源氏物語（1951年、大映） - 播磨入道
- 愛妻物語（1951年、大映）
- 上州鴉（1951年、大映） - 星越の瀧蔵
- 虎の尾を踏む男達（1945年製作・1952年公開、東宝） - 弁慶
- 三万両五十三次（1952年、大映）
- 修羅城秘聞 双龍の巻（1952年、大映） - 伊賀半九郎
- 四十八人目の男（1952年、東宝） - 大石内蔵助
- すっとび駕籠（1952年、大映） - 河内山宗俊
- 大佛開眼（1952年、大映） - 行基
- 喧嘩笠（1953年、東映） - 清水次郎長
- 名月赤城山（1953年、新東宝） - 国定忠次
- 地獄太鼓（1953年、大映） - 水戸黄門
- 鞍馬天狗 青銅鬼（1953年、新東宝） - 近藤勇
- 太平洋の鷲（1953年、東宝） - 山本五十六[32]
- 関八州勢揃い（1953年、新東宝）
- 鉄火奉行（1954年、大映） - 遠山左衛門尉
- 千姫（1954年、大映） - 徳川家康
- 照る日くもる日（1954年、宝塚映画） - 加納八郎
- 岩見重太郎 決戦天の橋立（1954年、宝塚映画） - 後藤又兵衛
- 忍術児雷也 逆襲大蛇丸（1955年、新東宝） - 大日方浄雲
- 天下を狙う美少年（1955年、大映） - 山内伊賀亮
- 右門捕物帖 献上博多人形（1955年、宝塚映画） - 松平伊豆守
- のんき裁判（1955年、新東宝） - 裁判長
- 男一匹（1955年、新東宝） - 館脇先生
- 復讐浄瑠璃坂（1955年、東映） - 軽部伊織
- 「少年宮本武蔵」より 晴姿稚児の剣法（1956年、松竹） - 禺安和尚
- 新・平家物語 義仲をめぐる三人の女（1956年、大映） - 太夫坊覚明
- 銭形平次捕物控 死美人風呂（1956年、大映） - 剱持礼之進
- 喧嘩鴛鴦（1956年、大映） - 頭天堂
- 疾風!鞍馬天狗（1956年、宝塚映画） - 山根紋十郎
- 京洛五人男（1956年、松竹） - 拳骨和尚
- 月形半平太 花の巻・嵐の巻（1956年、大映） - 間宮玄斉
- 桂小五郎と近藤勇 竜虎の決戦（1957年、新東宝） - 近藤勇
- 柳生武芸帳（東宝） - 柳生但馬守
  - 柳生武芸帳（1957年）
  - 柳生武芸帳 双龍秘剣（1958年）
- 緋ぼたん肌（1957年、東映） - 父主膳
- 大菩薩峠 第一部（1957年、東映） - 島田虎之助
- 魔の紅蜥蜴（1957年、東映） - 田沼主殿頭意次
- 水戸黄門漫遊記シリーズ（東映）
  - 水戸黄門（1957年） - 萩田主馬
  - 水戸黄門 天下の副将軍（1959年） - 大田屋伝兵衛
- 黄金の伏魔殿（1957年、東映） - 神尾山城守元孝
- ゆうれい船（1957年、東映） - 重兵衛
- 恋風道中（1957年、東映） - 早縄の半五郎
- はやぶさ奉行（1957年、東映） - 堀田備中守
- 赤穂義士（1957年、東映） - 大石内蔵助
- 新春オールスター映画（東映）
  - 任侠東海道（1958年） - 大和田の友造
  - 任侠中仙道（1960年） - 加部安左衛門
- 神変麝香猫（1958年、東映） - 松平伊豆守
- 緋ざくら大名（1958年、東映） - 北崎外記
- 忍術水滸伝 稲妻小天狗（1958年、東映） - 衛守左衛門
- 千両獅子（1958年、東映） - 水野越前守
- 江戸の花笠（1958年、東映） - 鉄山和尚
- 丹下左膳シリーズ（東映） - 蒲生泰軒
  - 丹下左膳（1958年）
  - 丹下左膳 怒濤篇（1959年）
  - 丹下左膳 妖刀濡れ燕（1960年）
  - 丹下左膳 濡れ燕一刀流（1961年）
- 花笠若衆（1958年、東映） - 江戸家吉兵衛
- 血汐笛（1958年、東映） - 笛吹き天狗、松平大和守
- 若君千両笠（1958年、東映） - 咳頻軒如山
- 旗本退屈男シリーズ（東映）
  - 旗本退屈男（1958年） - 松崎文之進
  - 旗本退屈男 謎の大文字（1959年） - 姉小路通季
- 不知火小僧評判記 鳴門飛脚（1958年、東映） - 五軒町の常吉
- 隠密七生記（1958年、東映） - 鳴瀬志摩守
- 紫頭巾（1958年、東映） - 秋元但馬守
- 修羅八荒（1958年、東映） - 陣場弥十郎
- 唄祭りかんざし纏（1958年、東映） - 新門辰五郎
- いろは若衆 ふり袖ざくら（1959年、東映） - 仏の銀兵衛
- 忠臣蔵 櫻花の巻・菊花の巻（1959年、東映） - 吉田忠左衛門
- 大名シリーズ（東映） - 徳川家康
  - あばれ大名（1959年）
  - あらくれ大名（1960年）
- 新吾十番勝負シリーズ（東映）
  - 新吾十番勝負（1959年） - 安藤対馬守
  - 新吾二十番勝負（1961年） - 納富一無斎
- 孔雀城の花嫁（1959年、東映） - 大沢外記
- おしどり道中（1959年、東映） - 金平
- 伊達騒動 風雲六十二万石（1959年、東映） - 伊達兵部
- 血斗水滸伝 怒濤の対決（1959年、東映） - 夏目の新助
- いろは若衆 花駕篭峠（1959年、東映） - 新門辰五郎
- 血槍無双（1959年、東映） - 大石内蔵助
- 緋鯉大名（1959年、東映） - 松阪伊勢守
- 一心太助 男の中の男一匹（1959年、東映） - 松前屋五郎兵衛
- 殿さま弥次喜多（1960年、東映） - 菱川土師兵衛
- 野狐笛 花吹雪一番纏（1960年、東映） - 筒井伊賀守
- 若桜千両槍（1960年、東映） - 高田又兵衛
- 弥太郎笠（1960年、東映） - 松井田の虎太郎
- ひばりの森の石松（1960年、東映） - 田宮竜斎
- 親鸞（1960年、東映） - 慈円僧正
- 海賊八幡船（1960年、東映） - 壷屋道休
- 清水港に来た男（1960年、東映） - 清水次郎長
- 黒部谷の大剣客（1960年、東映） - 風来老人
- 炎の城（1960年、東映） - 王見師景
- 水戸黄門 天下の大騒動（1960年、東映） - 水戸黄門
- 若き日の次郎長 東海の顔役（1960年、東映） - 大前田英五郎
- 赤穂浪士（1961年、東映） - 立花左近
- 富士に立つ若武者（1961年、東映） - 文覚
- 緋ざくら小天狗（1961年、東映） - 上総屋万五郎
- 橋蔵の若さまやくざ（1961年、東映） - 後藤四郎右衛門
- 赤い影法師（1961年、東映） - 柳生宗矩
- ちゃんばらグラフィティー 斬る!（1981年、東映）※出演場面の抜粋